# Кумжарган (Мугалжарский район)
Кумжарган (каз. Құмжарған) — село в Мугалжарском районе Актюбинской области Казахстана. Входит в состав Кумжарганского сельского округа. Код КАТО — 154851400.

## Население
В 1999 году население села составляло 386 человек (183 мужчины и 203 женщины). По данным переписи 2009 года, в селе проживало 296 человек (151 мужчина и 145 женщин).